# Everlasting Memories
Everlasting Memories – trzydyskowy box set amerykańskiego muzyka Raya Charlesa, wydany w 2007 roku.